# 텍사스쥐
텍사스쥐(Peromyscus attwateri)는 비단털쥐과에 속하는 설치류의 일종이다. 미국 아칸소주와 캔자스주, 미주리주, 오클라호마주, 텍사스주에서 발견된다. 학명의 종소명은 애트워터(Henry Philemon Attwater)의 이름에서 유래했다.